# Nouvelle Vague
Nouvelle Vague je francouzský hudební projekt založený v roce 2003 v Paříži zpěvákem Marcem Collinem a Olivierem Libauxem. Název ve francouzštině znamená "nová vlna" a odkazuje na tradici filmového hnutí francouzské nové vlny z 60. let 20. století, dále odkazuje na hudební hnutí nová vlna ze 70. a 80. let, ze kterého kapela čerpá a tvoří coververze hitů. Název také odkazuje na hudební styl  bossa nova (portugalsky "nová vlna"), který kapela často používá ve svých aranžích. V jejich tvorbě se dále objevují skladby z žánrů post-punk, punk rock, country, folk a bluegrass.
Ke členům tohoto hudebního uskupení patří mnoho samostatně působících francouzských umělců, kteří se hlásí k "hnutí za obrodu francouzského šansonu" (Renouveau de la chanson française): Anaïs Croze, Camille Dalmais, Phoebe Killdeer, Mélanie Pain a Marina Céleste. Olivier Libaux zemřel v roce 2021, projekt navzdory tomu pokračuje dál. V roce 2024 vyšlo poslední studiové album  Should I Stay or Should I Go?.

## Diskografie

### Studiová alba
- Nouvelle Vague (2004, Peacefrog)
- Bande à Part (2006, Peacefrog)
- 3 (2006, Peacefrog)
- Couleurs sur Paris (2010, Kwaidan)
- Athol-Brose EP (2016, Kwaidan, pouze digitálně)
- I Could Be Happy (2016, Kwaidan)
- Algo Familiar EP (2017, Kwaidan, pouze digitálně)
- Should I Stay or Should I Go? (2024, Kwaidan)